# Paramelomys steini
Il ratto dalla coda a mosaico di Stein (Paramelomys steini  Rümmler, 1935) è un roditore della famiglia dei Muridi endemico della Nuova Guinea.

## Descrizione
Roditore di piccole dimensioni, con la lunghezza della testa e del corpo tra 126 e 131 mm, la lunghezza della coda di 128 mm e la lunghezza del piede tra 26 e 28 mm.

Le parti superiori sono marroni. Le guance sono grigie o giallo-brunastre. Le parti ventrali sono grigie con la punta dei peli bianca. I fianchi sono più chiari. Il dorso delle zampe è chiaro. La coda è lunga quanto la testa e il corpo. Scura sopra, più chiara sotto. Ogni scaglia è corredata da un pelo.

## Biologia

### Comportamento
È una specie terricola.

## Distribuzione e habitat
Questa specie è conosciuta soltanto sui Monti Weyland, nella parte nord-occidentale della cordigliera centrale della Nuova Guinea.
Vive nelle foreste montane tra 2.000 e 2.600 metri di altitudine.

## Conservazione
La IUCN Red List, considerata l'assenza di informazioni sufficienti circa l'areale, la biologia e le eventuali minacce, classifica P.steini come specie con dati insufficienti (DD).